# Untere Steinbeck
Untere Steinbeck, bis Mitte des 19. Jahrhunderts Unterste Steinbeck, war eine Ortslage in der bergischen Großstadt Wuppertal kurz vor der Mündung der hier unterirdisch verlaufenden Hatzenbeck in der Wupper. Sie lag bei den heutigen Straßen Gravelottestraße Ecke Tannenbergstraße.
Untere Steinbeck ist von den Ortslagen Obere Steinbeck und Mittlere Steinbeck zu unterscheiden, die flussaufwärts an der Hatzenbeck lagen, die bis zum frühen 20. Jahrhundert noch Steinbeck hieß. Heute wird der gesamte Bereich der drei Höfe in der Bevölkerung als Steinbeck bezeichnet.

## Lage und Beschreibung
Die Ortslage befindet sich im Westen des Wohnquartiers Elberfeld-Mitte im Stadtbezirk Elberfeld auf einer Höhe von 149 m ü. NHN. Sie ist bereits gegen Ende des 19. Jahrhunderts in der innerstädtischen Bebauung Wuppertals aufgegangen.
Benachbarte Ortslagen im 19. Jahrhundert waren In der Hütte, der Siedlungskern von Arrenberg, Obere Steinbeck, Mittlere Steinbeck, Ochsenkamp, Am Brill, Aue und Ohligsmühle.

## Etymologie und Geschichte
Beck ist eine mittelniederdeutsche Form für Bach, Steinbeck bedeutet daher Steinbach. Steinbach und Steinbeck sind beliebig austauschbare Synonyme für den Bach und den Ortsnamen und wurden in der Geschichte je nach Quelle unterschiedlich verwendet. Der Name des Hofes geht unstrittig auf seine Lage an dem gleichnamigen Bach zurück.
Untere Steinbeck geht auf einen mittelalterlichen und frühneuzeitlichen Hof zurück. Bereits 1428 wird ein Hof Steinbeck urkundlich erwähnt. Er gehörte in dieser Zeit zur Elberfelder Kirche im Kirchspiel Elberfeld im bergischen Amt Elberfeld. Auf der Topographia Ducatus Montani des Erich Philipp Ploennies aus dem Jahre 1715 ist der Hof als Steinbach verzeichnet. Auf der Topographischen Aufnahme der Rheinlande von 1824 ist ein Ort ebenso verzeichnet, wie auf der Preußischen Uraufnahme von 1843.
1815/16 besaß der Ort 92 Einwohner. 1832 gehörte der Ort zur Steinbeck- und Arrenberger Rotte des ländlichen Außenbezirks des Kirchspiels und der Stadt Elberfeld. Der laut der Statistik und Topographie des Regierungsbezirks Düsseldorf als Weiler kategorisierte Ort wurde als in der untersten Steinbach bezeichnet und besaß zu dieser Zeit neun Wohnhäuser und 14 landwirtschaftliche Gebäude. Zu dieser Zeit lebten 79 Einwohner im Ort, elf katholischen und 68 evangelischen Glaubens.